# 下高井戸
下高井戸（しもたかいど）は、東京都杉並区の町名。現行行政地名は下高井戸一丁目から下高井戸五丁目。

## 地理
杉並区の南部に位置する。地域の北部は杉並区高井戸東・浜田山にそれぞれ接し、北東部から東部は杉並区永福に接する。地域南部は世田谷区松原・赤堤・桜上水・上北沢にそれぞれ接する。西部は杉並区上高井戸に接している。町域南端付近は京王線の駅があり、駅周辺に商店が見られるほかは主に住宅地として利用される。

### 地価
住宅地の地価は、2025年（令和7年）1月1日の公示地価によれば、下高井戸1-34-5の地点で59万4000円/m2、下高井戸2-14-9の地点で59万2000円/m2、下高井戸5-7-3の地点で55万1000円/m2となっている。

## 世帯数と人口
2025年（令和7年）3月1日現在（杉並区発表）の世帯数と人口は以下の通りである。
| 丁目           | 世帯数     | 人口     |
| -------------- | ---------- | -------- |
| 下高井戸一丁目 | 3,519世帯  | 4,818人  |
| 下高井戸二丁目 | 1,951世帯  | 3,007人  |
| 下高井戸三丁目 | 2,151世帯  | 3,874人  |
| 下高井戸四丁目 | 3,138世帯  | 5,570人  |
| 下高井戸五丁目 | 1,679世帯  | 3,127人  |
| 計             | 12,438世帯 | 20,396人 |

### 人口の変遷
国勢調査による人口の推移。
| 年                 | 人口   |
| ------------------ | ------ |
| 1995年（平成7年）  | 18,549 |
| 2000年（平成12年） | 18,934 |
| 2005年（平成17年） | 18,727 |
| 2010年（平成22年） | 19,434 |
| 2015年（平成27年） | 19,884 |
| 2020年（令和2年）  | 20,917 |

### 世帯数の変遷
国勢調査による世帯数の推移。
| 年                 | 世帯数 |
| ------------------ | ------ |
| 1995年（平成7年）  | 9,054  |
| 2000年（平成12年） | 10,008 |
| 2005年（平成17年） | 10,475 |
| 2010年（平成22年） | 11,275 |
| 2015年（平成27年） | 11,482 |
| 2020年（令和2年）  | 12,538 |

## 学区
区立小・中学校に通う場合、学区は以下の通りとなる（2016年1月時点）。
| 丁目           | 番地     | 小学校                   | 中学校               |
| -------------- | -------- | ------------------------ | -------------------- |
| 下高井戸一丁目 | 21～41番 | 杉並区立高井戸第三小学校 | 杉並区立向陽中学校   |
| 下高井戸一丁目 | 1〜20番  | 杉並区立永福小学校       | 杉並区立向陽中学校   |
| 下高井戸二丁目 | 全域     | 杉並区立永福小学校       | 杉並区立向陽中学校   |
| 下高井戸三丁目 | 全域     | 杉並区立高井戸第三小学校 | 杉並区立向陽中学校   |
| 下高井戸四丁目 | 全域     | 杉並区立高井戸第三小学校 | 杉並区立向陽中学校   |
| 下高井戸五丁目 | 全域     | 杉並区立高井戸東小学校   | 杉並区立高井戸中学校 |

## 交通

### 鉄道
| 街区内の駅                              | 隣接する街区の駅                           |
| --------------------------------------- | ------------------------------------------ |
| 京王線 東急世田谷線 - 下高井戸駅(KO 07) | 京王線 - 桜上水駅(KO 08) - 上北沢駅(KO 09) |

町域南東端（世田谷区との境目付近）に隣接する京王線・東急世田谷線の下高井戸駅は世田谷区松原に存在する。街区中部付近では京王線・桜上水駅、街区西部では上北沢駅が距離的な至近として利用可能である。

## 事業所
2021年（令和3年）現在の経済センサス調査による事業所数と従業員数は以下の通りである。
| 丁目           | 事業所数  | 従業員数 |
| -------------- | --------- | -------- |
| 下高井戸一丁目 | 186事業所 | 1,359人  |
| 下高井戸二丁目 | 57事業所  | 622人    |
| 下高井戸三丁目 | 111事業所 | 932人    |
| 下高井戸四丁目 | 88事業所  | 615人    |
| 下高井戸五丁目 | 65事業所  | 760人    |
| 計             | 507事業所 | 4,288人  |

### 事業者数の変遷
経済センサスによる事業所数の推移。
| 年                 | 事業者数 |
| ------------------ | -------- |
| 2016年（平成28年） | 457      |
| 2021年（令和3年）  | 507      |

### 従業員数の変遷
経済センサスによる従業員数の推移。
| 年                 | 従業員数 |
| ------------------ | -------- |
| 2016年（平成28年） | 3,550    |
| 2021年（令和3年）  | 4,288    |

## 施設
- 塚山公園
- 下高井戸浜田山八幡神社
- 下高井戸おおぞら公園 - 旧東京電力総合グラウンド
- 東京都立大塚ろう学校永福分教室
- 東京都立杉並総合高等学校

## その他

### 日本郵便
- 郵便番号 : 168-0073[3]（集配局 : 杉並南郵便局[15]）。